# Molophilus creon
Molophilus creon är en tvåvingeart som beskrevs av Alexander 1969. Molophilus creon ingår i släktet Molophilus och familjen småharkrankar. Inga underarter finns listade i Catalogue of Life.